# Cablevisión
Flow (conosciuta fino al 4 ottobre 2021 Cablevisión) è un'azienda di telecomunicazioni destinata al mercato argentino, nata nel 1981. La società è controllata da Telecom Argentina. Al 2014 gli abbonati erano 3,5 milioni.

## Storia
L'azienda è stata fondata con il nome Cablevisión il 29 agosto 1981, inizialmente con servizio a La Lucila, nella provincia di Buenos Aires, per poi espandersi successivamente in svariati distretti e province dell'Argentina. Nel 1982 è stata acquistata dall'imprenditore Eduardo Eurnekián, ed integrata nel gruppo dei media América.
Nel 1991 ha avuto 70.000 clienti e ha ampliato i suoi servizi all'interno della Capitale Federale e in alcuni distretti del sud della periferia. Nel 1995 la società americana Tele-Communications Inc. (TCI) ha acquisito il 51% delle azioni della società. Tra il 1996 e il 1997 l'azienda ha ampliato la propria attività acquisendo società minori di televisione via cavo.
Nel 1997, Citicorp Equity Investment (CEI) e Telefónica Internacional sono diventate azioniste, rilevando ciascuna il 33% delle azioni,, lasciando il 26% a TCI e il 7,5% ad Eurnekian.
Nel settembre 2006, la società Cablevisión è stata completamente acquisita dal Grupo Clarín, che ha ottenuto il 60%, e successivamente è stata annunciata la fusione con la società concorrente Multicanal, fusione che avrebbe incluso altre società dipendenti, l'operatore via cavo Teledigital e la Primera Red Interactiva de Medios Argentina SA (PRIMA SA).
Nel 2017 Cablevisión ha annunciato la fusione con Telecom Argentina, diventando la più grande compagnia di telecomunicazioni del paese. Nell'ottobre 2021, Telecom ha annunciato la chiusura di Cablevisión che avrebbe cessato le attività, mantenendo i suoi servizi sotto il marchio Flow.